# سوات أتاليك
سوات أتاليك Suat Atalık (ولد في 10 أكتبر 1964) لاعب شطرنج تركي يحمل لقب أستاذ كبير.
- احتل وفق تصنيفات الاتحاد الدولي للشطرنج رقم 165 عالمياً، ورقم 2 في تركيا خلف ميخائيل غوريفيتش.
- درس بمدرسة غلطة سراي ودرس الفسيولوجيا في جامعة بوغازيشي.
- بلغ أفضل تصنيف إيلو خاصته 2632 نقطة في أبريل 2006.
- بلغ تصنيف إيلو خاصته 2538 نقطة في يناير 2018.
- فاز ببطولة البحر المتوسط للشطرنج الثالثة والرابعة في أنطاليا التركية وكان الفرنسية.

## روابط خارجية
- سوات أتاليك على موقع الاتحاد الدولي للشطرنج (الإنجليزية)
- سوات أتاليك على موقع مباريات الشطرنج (الإنجليزية)
- سوات أتاليك على موقع 365Chess.com (الإنجليزية)
- سوات أتاليك على موقع Chesstempo.com (الإنجليزية)
- سوات أتاليك سجل أولمبياد الشطرنج على موقع OlimpBase.org (الإنجليزية)